# Consell de Comissaris del Poble
El Consell de Comissaris del Poble, rus: Совет народных комиссаров, abreujadament Sovnakrom, SNK. rus: совнарком, СНК, va ser l'òrgan de govern soviètic creat just després de la revolució d'octubre (25-26 d'octubre de 1917 en l'antic calendari).
Va ser elegit en el Segon Congrés dels Soviets de totes les Rússies i presidit per Vladímir Lenin. Encara que en la pràctica des d'aquell moment era l'òrgan executiu del nou estat amb la Constitució soviètica de 1918 es va fer responsable de forma oficial de "l'administració general dels assumptes de l'estat" de l'RSFS de Rússia i li permeté aprovar lleis per decret quan el Congrés dels Soviets no es trobés en sessió.
El desembre de 1922 es creà oficialment l'URSS, i el Consell de Comissaris del Poble passà a tenir autoritat federal (sobre totes les repúbliques de la Unió), però els assumptes interns de cada república eren administrades pel mateix Consell de Comissaris que conservaven. El 1946, durant la dictadura estalinista passà a anomenar-se Consell de Ministres de l'USSS.